# Fjällräven
Fjällräven (em sueco, raposa ártica) é uma marca sueca especializada em equipamentos para atividades ao ar livre, nomedamente, vestuário e mochilas. Foi fundada em 1960 por Åke Nordin em Örnsköldsvik, no norte da Suécia. 
Desde 2014, a Fjällräven é uma subsidiária da Fenix Outdoor International AG, parte da Bolsa de Valores de Estocolmo. O grupo também detém as marcas Tierra, Primus, Hanwag, Brunton e Royal Robbins. Em março de 2018, o CEO da Fenix era Martin Nordin, o filho mais velho de Åke Nordin.

## Antecedentes
Aos 14 anos, Åke Nordin fez uma mochila com a máquina de costura da mãe, usando um algodão resistente e uma moldura de madeira com alças de couro. A sua invenção despertou o interesse do povo indígena sâmi.
Durante o seu tempo nas Forças Armadas Suecas, Nordin percebeu que existia procura por mochilas duráveis e leves. Após ser dispensado do serviço militar, ele fundou a Fjällräven em 1960, e inicialmente dirigiu-a desde o porão da sua casa de família.
Em 1996, as vendas atingiram 133 milhões de coroas suecas (US$ 20,3 milhões), a esmagadora maioria produto de exportações.
Em 2012, a Fjällräven inaugurou a sua primeira loja em Nova York. Em 2013, o fundador Åke Nordin faleceu aos 77 anos.
A Fjällräven tem uma forte presença no mercado nórdico. Em 2017, os produtos Fjällräven estavam disponíveis em mais de 40 países.

## Produtos

### Fjällräven Kånken

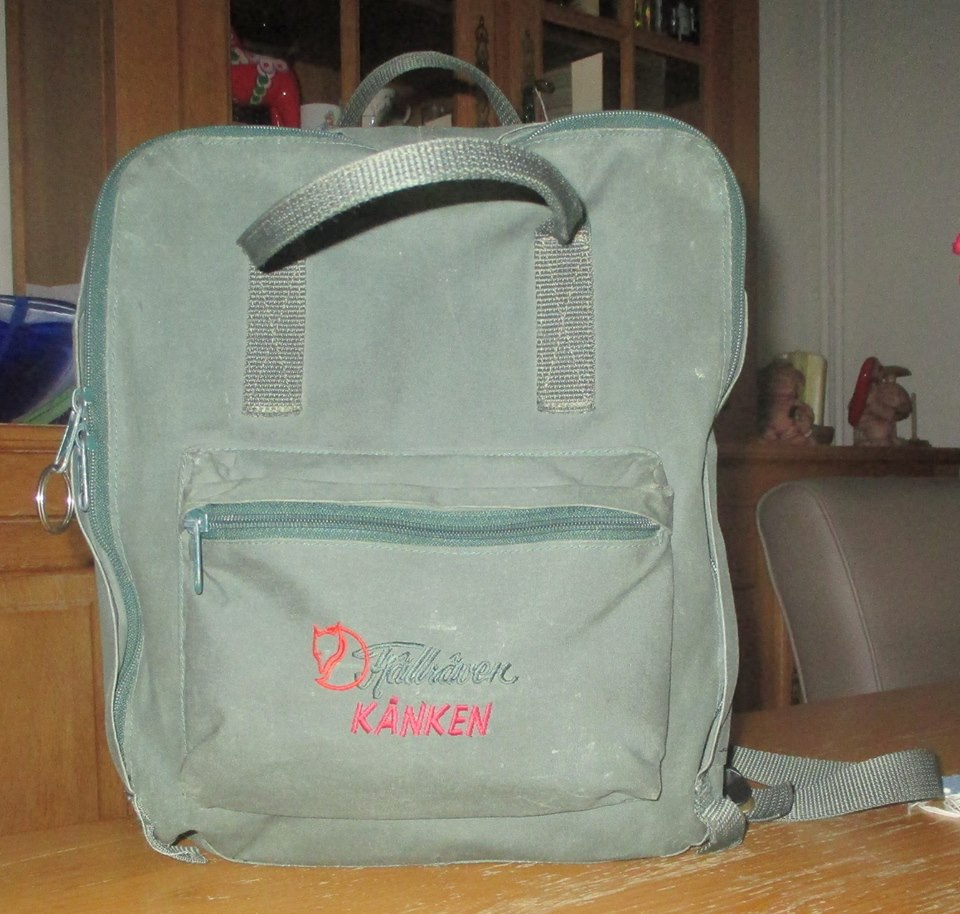
Mochila Kånken vintage

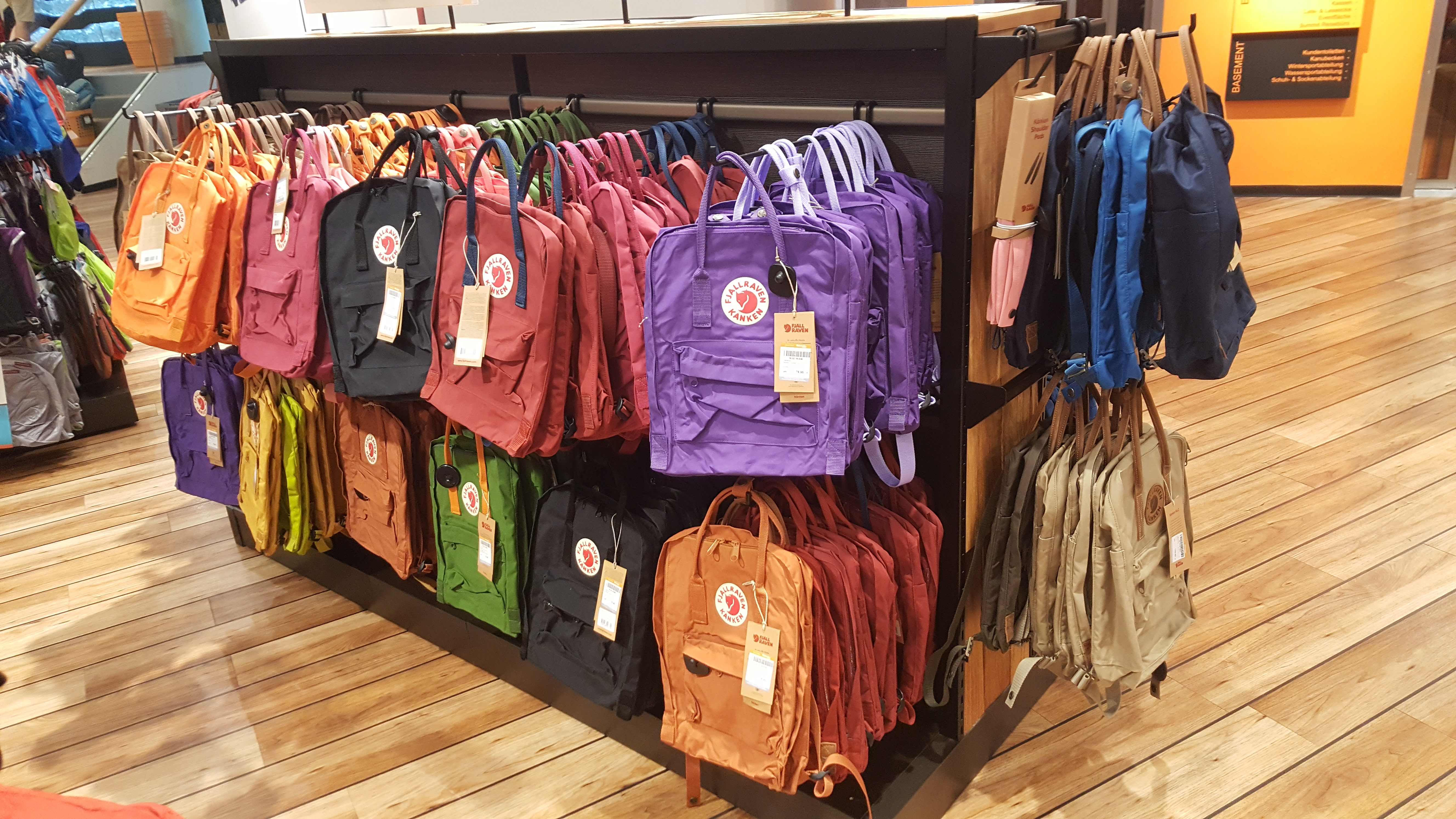
Mochilas Kånken em exposição numa loja

A Fjällräven Kånken é o produto mais popular da marca. Foi originalmente concebida como resposta a um estudo de 1977 que reportava que um número crescente de crianças suecas em idade estariam a desenvolver problemas nas costas devido ao uso de mochilas mais tradicionais. A mochila, lançada em 1978, foi a tentativa de Fjällräven de resolver este problema.
Em 1977, a Fjällräven fez protótipos da "Kånken" e ofereceu-os a algumas crianças na Suécia para testar o produto.
Durante o primeiro ano de produção, 400 foram vendidas, com o valor a ultrapassar as 30 mil mochilas no ano seguinte. Em abril de 2018, a Fjällräven disponibilizava a mala em 54 cores diferentes.
Em 2008, existiam mais de três milhões de mochilas Kånken, com cerca de 200 mil a serem fabricadas anualmente.
A linha foi sendo ampliada ao longo dos anos. A Kånken Mini, com capacidade de 7 litros, foi lançada em 2002 para um público pré-escolar. Outros produtos incluem o Kånken Laptop, lançado em 2006 com bolso traseiro para apoiar um laptop; o Re-Kånken, lançado em 2016 e feito de poliéster a partir de plástico reciclado; e o Tree-Kånken, lançado em 2021 e feito de Pine Weave, um tecido produzido a partir de métodos mais sustentáveis e de árvores suecas certificadas cultivadas perto da cidade natal da Fjällräven, Örnsköldsvik .
A Kånken tem um logotipo diferente dos restantes produtos Fjällräven, sendo branco e vermelho em oposição à cor marrom habitual. A Kånken recebeu o prêmio de design Guldknappen Accessoar em 2018.